# Eucalyptus distans
Eucalyptus distans är en myrtenväxtart som beskrevs av Brooker, D. Boland och D. Kleinig. Eucalyptus distans ingår i släktet Eucalyptus och familjen myrtenväxter. Inga underarter finns listade i Catalogue of Life.